# Луций Валерий Флакк (консул 195 года до н. э.)
Луций Валерий Флакк (лат. Lucius Valerius Flaccus; около 240—180 гг. до н. э.) — римский военачальник и политический деятель из патрицианского рода Валериев, консул 195 года до н. э., цензор 184 года до н. э. Начал свою карьеру с эдилитета в 201 году до н. э. В 199 году в качестве претора управлял провинцией Сицилия. Дальнейшая его карьера была связана с Марком Порцием Катоном — незнатным плебеем, который возвысился благодаря поддержке Валериев. В 195 году до н. э. Флакк стал консулом совместно с Катоном. В этом качестве он провёл обряд «Священной весны» и, согласно одной из гипотез, принял активное участие в обсуждении отмены Оппиева закона. В 195—194 годах до н. э. Луций Валерий успешно действовал против бойев в Цизальпийской Галлии, а в 191 году участвовал в Антиоховой войне на Балканах в качестве легата.
В 189 году до н. э. Флакк в союзе с Катоном участвовал в цензорских выборах, но проиграл представителям враждебной политической группировки. Спустя пять лет он всё же добился своего избрания, а затем стал принцепсом сената. Луций Валерий умер в 180 году до н. э. от чумы.

## Биография

### Происхождение
Луций Валерий принадлежал к одному из самых знатных патрицианских родов Рима. Легендарный прародитель Валериев был сабинянином и переселился в Рим вместе с соправителем Ромула Титом Тацием. Его потомок Публий Валерий Публикола стал одним из основателей Римской республики и консулом в первый год её существования, и в дальнейшем Валерии регулярно появлялись в Капитолийских фастах. На письме представители этого рода именовались Валезиями, пока в конце IV века до н. э. Аппий Клавдий Цек не провёл модернизацию латинского языка, приведя нормы письменного языка в соответствие с живой речью.
Носители когномена Флакк (Flaccus) были с середины III по середину I вв. до н. э. наиболее могущественной ветвью Валериев (наряду с Мессалами). Они достигали консульства в каждом из шести поколений. Первым Валерием Флакком из тех, кто упоминается в источниках, был Луций, консул 261 года до н. э., воевавший в Сицилии во время Первой Пунической войны. Его сын Публий был консулом в 227 году до н. э. и считался «одним из самых знатных и могущественных среди римлян». У Публия Валерия было предположительно трое сыновей. Старший из них, тоже Публий, был префектом флота в 215 году до н. э. и умер молодым. Младший, Гай, прошёл cursus honorum до претуры, которую античные авторы датируют 183 годом до н. э. Средним из сыновей Публия-консула был Луций. Существует также предположение, что у Публия Валерия была ещё и дочь, упомянутая Диодором Сицилийским как женщина, которая в апреле 204 года до н. э. приняла привезённый из Фригии священный камень, воплощение Великой богини.

### Ранние годы и начало карьеры
Рождение Луция Валерия в историографии датируют приблизительно 240 годом до н. э. Флакк впервые упоминается в источниках в связи с событиями 209 года до н. э. В этом году Гай Валерий Флакк был назначен фламином Юпитера, хотя, как пишет Тит Ливий, «родной брат, Луций Флакк, и остальные родственники терпеть его не могли за пороки». В историографии из этой формулировки делают вывод, что на тот момент Луций Валерий был главой семьи.
Уже в эти годы существовали тесные личные связи между Валериями Флакками и незнатным плебеем Марком Порцием Катоном. Их возникновение датируют или самое позднее 210 годом до н. э., или даже 216 годом. Катон был соседом Флакков по имению и, как рассказывает Плутарх, привлёк их внимание своими «добрым нравом, воздержностью», любовью к труду и «метким словам». Валерии начали приглашать Катона к себе, а позже убедили его перебраться в Рим и начать политическую карьеру. О том, что Марк Порций начал посещать Форум именно по совету Луция Валерия Флакка, любил позже упоминать Марк Перперна. Немецкий антиковед Фридрих Мюнцер отмечает, что рассказ о первых контактах Валериев и Катона носит явно идиллический характер, тогда как описываемые в нём события относятся к самому тяжёлому для Рима периоду Второй Пунической войны. Согласно предположению В. Квашнина, Валерии могли ввести Марка Порция в круг видного полководца Марка Клавдия Марцелла; позже они обеспечили ему своими связями избрание в квесторы на 204 год до н. э.
Первые сведения о карьере самого Луция Валерия относятся к 201 году до н. э., когда закончилась Ганнибалова война. В этот год он был курульным эдилом вместе с Луцием Квинкцием Фламинином. Коллеги организовали пышные Римские игры и «распределили среди граждан множество зерна, привезённого из Африки Публием Сципионом, по четыре асса за меру, заслужив честной и справедливой раздачей всеобщую благодарность». Видимо, завоёванная таким образом популярность помогла Луцию Валерию уже на выборах следующего года добиться претуры для себя, а эдилитета — для младшего брата Гая и для Катона.
В 200 году до н. э., в промежутке между эдилитетом и претурой, Луций Валерий был легатом в армии претора Луция Фурия Пурпуриона, действовавшей в Цизальпийской Галлии. Здесь восставшие галлы, чьим командиром был карфагенянин Гамилькар, взяли Плаценцию и осадили Кремону. В решающем сражении Пурпурион наголову разгромил противника, причём важную роль в этой битве сыграл Флакк, командовавший конницей. По данным Ливия, погибли или попали в плен 35 тысяч галлов (среди убитых был и Гамилькар), а 2 тысячи граждан Плаценции получили свободу. Уже в конце года Луций Валерий снова был в Риме, где принёс обязательную для магистрата клятву на верность законам за своего брата Гая (тот не мог присягнуть сам, поскольку был фламином).
При распределении обязанностей между членами преторской коллегии 199 года до н. э. Флакк получил наместничество в Сицилии. В 196 году до н. э., после смерти Марка Корнелия Цетега, Луций Валерий занял его место в коллегии понтификов. Тем временем его друг Марк Порций Катон, получив сразу после эдилитета претуру, встал на одну с ним ступень в карьере. В 196 году Катон и Флакк совместно выдвинули свои кандидатуры в консулы.

### Консулат
200-е годы до н. э. считаются в историографии периодом максимального влияния «партии» Сципиона Африканского. При этом в течение всего десятилетия происходило постепенное усиление враждебной Корнелиям политической группировки, к которой принадлежали Катон и Луций Валерий. Одной из побед этой «партии» могло быть уже избрание Флакка претором (200 год до н. э.). К антисципионовской группировке историки причисляют также Луция Фурия Пурпуриона, под чьим командованием Луций Валерий сражался с галлами, и Марка Клавдия Марцелла, который в один год с Флакком стал понтификом, а в качестве консула организовывал выборы магистратов на 195 год до н. э. Это обстоятельство должно было существенно увеличить шансы Флакка и Катона на победу.
Источники не сообщают о каких-либо других соискателях консульской должности; это может означать, что серьёзной борьбы на выборах не было. Луций Валерий и Марк Порций получили консулат, а сородич последнего Публий Порций Лека и принадлежавший к той же политической группировке Аппий Клавдий Нерон — претуру. По результатам жеребьёвки провинцией Флакка стала Италия, тогда как Катон должен был отправиться в Испанию. Но первым делом консулам пришлось провести обряд Священной весны (Ver sacrum) во исполнение обета, данного в 217 году до н. э. претором Авлом Корнелием Маммулой. Решение об исполнении обета (единственное решение такого рода, упоминающееся в источниках) должно было приниматься коллегией понтификов; предположительно важную роль при этом сыграли сам Флакк и Марк Клавдий Марцелл, которых могли поддержать Гай Сервилий Гемин, Гай Ливий Салинатор и Гней Сервилий Цепион. Консулы отдали «в дар Юпитеру всё, что принесла весна в стадах свиней, овец, коз и быков». Впрочем, годом позже великий понтифик Публий Лициний Красс Див, принадлежавший к сципионовской «партии», заявил, что обряд был проведён неправильно, и добился его повторения.
Начало консульского года Луция Валерия было ознаменовано ещё одним важным событием. Двое народных трибунов предложили отменить Оппиев закон, запрещавший женщинам иметь драгоценности и дорогую одежду. В защиту закона выступили двое других трибунов и Катон; весь римский нобилитет разделился на сторонников и противников lex Oppia. Тем не менее народное собрание проголосовало за отмену из-за активной позиции женщин: толпы римлянок, умолявших о принятии решения в их пользу, заполнили все улицы и подходы к форуму.
О позиции Флакка по этому вопросу источники ничего не сообщают. При этом Ф. Мюнцер обратил внимание на то, что одним из инициаторов отмены Оппиева закона был Луций Валерий Таппон, первый плебей из gens Valeria. По мнению немецкого историка, этот трибун должен был поддерживать тесные личные и политические связи с Флакком. В этой ситуации позиции двух консулов по проблеме должны были радикально расходиться, и Валерий-патриций мог оказаться даже одним из подлинных авторов резонансной законодательной инициативы. Античные авторы могли сознательно умолчать об этом, чтобы не разрушать традиционную картину неизменной дружбы Марка Порция и Луция Валерия.
Пока Катон воевал в Испании, Флакк действовал в Цизальпийской Галлии против бойев. Он восстановил разрушенные войной Плаценцию и Кремону и остался в этой провинции на следующий год с полномочиями проконсула. Источники сообщают о двух победах Луция Валерия в больших сражениях — в 195 году до н. э. у Литанского леса и в 194 году при Медиолане. Но в историографии истинность этих сообщений подвергают сомнению: Флакк не получил триумфа, хотя его предшественники удостаивались этой почести даже за один подобный успех.
Во время наместничества в Цизальпийской Галлии Луций Валерий предпринял одну поездку в Рим в конце 195 года до н. э., чтобы организовать очередные выборы магистратов. На этих выборах «партия» Сципиона одержала полную победу: консулами стали сам Сципион Африканский и его союзник Тиберий Семпроний Лонг, а преторами — трое Корнелиев и один «новый человек», выдвинувшийся из сципионовских офицеров. По мнению Ф. Мюнцера, такой исход голосования показывает, что Луций Валерий не мог добиваться хороших результатов во внутриполитической борьбе без помощи Катона.

### На Балканах
Следующее упоминание Луция Валерия в источниках относится к 191 году до н. э. Консул этого года Маний Ацилий Глабрион во главе 22-тысячной армии переправился в Грецию, чтобы начать военные действия против Антиоха III и Этолийского союза (Антиохова война). В его штабе состояли Флакк с Катоном, а также Тит Квинкций Фламинин и представители сципионовской «партии» — брат и сын Сципиона Африканского. Луция Валерия источники называют или легатом, или военным трибуном.
Армия Глабриона принудила к сдаче ряд фессалийских городов, но дальнейший путь на юг ей преградили Антиох и этолийцы, занявшие Фермопилы. Консул направил в обход врага два отряда; одним из этих отрядов командовал Катон, другим — Флакк. Если первый смог занять укреплённую высоту и зайти в тыл основной армии противника, предопределив её разгром, то у Луция Валерия дела пошли значительно хуже: «его попытки подступиться к укреплениям оказались тщетны». Тем не менее, когда вскоре после битвы при Фермопилах римляне осадили Гераклею Трахинскую, Глабрион назначил Флакка командиром осадной армии на одном из четырёх основных направлений. После падения этого города этолийцы обратились к римлянам с просьбой о мире, и Луцию Валерию было поручено провести с ними предварительные переговоры. Он посоветовал побеждённым не апеллировать к былым заслугам перед Римом и к существовавшему ранее союзу, а признать собственную вину и просить о милосердии. Сам Флакк в дальнейшем приложил усилия для того, чтобы этолийцы получили не слишком тяжёлый для них мир; он чувствовал себя их патроном, поскольку первый договор о дружбе между Римом и Этолийским союзом заключил в 211 году до н. э. его сородич Марк Валерий Левин.
В Рим Луций Валерий вернулся вместе с Глабрионом в начале 190 года до н. э. В том же году он вошёл в состав коллегии триумвиров, чьей задачей было поселить новых колонистов в Плаценции и Кремоне. Поскольку другими триумвирами были преторий Луций Валерий Таппон и только начинавший свою карьеру Марк Атилий Серран, Флакк фактически возглавлял коллегию. Консул Гай Лелий принял постановление о выводе двух новых колоний в недавно завоёванные земли бойев, но триумвиры смогли организовать к 189 году до н. э. только одну колонию латинского права в Бононии.

### Цензура
Во время избирательной кампании 189 года до н. э. Луций Валерий и Катон выдвинули свои кандидатуры на должность цензора, венчавшую идеальный cursus honorum римского аристократа. Источники сообщают об упорной борьбе, в которой участвовали, помимо Флакка, ещё двое патрициев — Тит Квинкций Фламинин и Публий Корнелий Сципион Назика, а также трое плебеев: Катон, Марк Клавдий Марцелл и Маний Ацилий Глабрион. По словам Ливия, «само по себе соискательство этой должности как будто и не подавало повода к столь упорному состязанию, но возбудило иную, гораздо более напряженную распрю». В историографии эти выборы связывают с борьбой между политическими группировками Катона и Сципиона (к последней относят Глабриона и Назику.
Если Флакк явно выступал в тандеме с Катоном, то другими парами кандидатов были предположительно Фламинин-Марцелл и Глабрион-Назика. Наибольшие шансы на победу имел Глабрион: его триумф был самым недавним, к тому же он смог снискать расположение плебса многочисленными подарками. Но многие нобили были недовольны возвышением «нового человека», а раздачи народу стали поводом для привлечения кандидата к суду. Народные трибуны обвинили Глабриона в утаивании части добычи, захваченной в ходе Антиоховой войны; Катон подкрепил это обвинение своими показаниями. В этой ситуации Глабриону пришлось снять свою кандидатуру, но и Марк Порций тоже оказался скомпрометированным; в результате Луций Валерий проиграл Фламинину. Коллегой последнего из числа соискателей-плебеев стал Марцелл.
В 186 году до н. э. в Риме началось преследование приверженцев оргиастического культа Вакха: их обвиняли в организации тайных ночных сборищ, поощрении разврата и массового пьянства, имевших следствием всплеск преступности. Флакк стал вторым из сенаторов (после Марцелла, который был выше его по рангу как цензорий), кто подписал постановление сената о запрете этого культа.
Когда в 184 году до н. э. закончилось очередное цензорское пятилетие (цензоров выбирали раз в пять лет), Луций Валерий и Марк Порций снова выдвинули свои кандидатуры на выборах. Опять развернулась ожесточённая борьба. Соискателей-патрициев на этот раз было пятеро: Флакк, Луций Фурий Пурпурион, Публий Корнелий Сципион Назика, Луций Корнелий Сципион Азиатский и Гней Манлий Вульсон. Последние трое принадлежали к сципионовской «партии», как и один из четырёх соискателей-плебеев Тиберий Семпроний Лонг. Кроме того, в выборах участвовали Марк Фульвий Нобилиор и Марк Семпроний Тудитан.
Наибольшие шансы на победу имел тандем Катон-Флакк благодаря известности, которую снискал в предыдущие годы Марк Порций в судебных процессах против братьев Сципионов. В этой ситуации остальные соискатели заключили союз. «Марк Порций громогласно обвинял своих противников в том, что они боятся независимой и строгой цензуры, и призывал избирателей отдать голоса ему и Луцию Валерию Флакку, говоря, что только с таким коллегой он сможет успешно бороться за чистоту нравов», а другие соискатели обещали избирателям «кротость и снисходительность». Луций Валерий не упоминается в источниках как самостоятельный участник избирательной кампании: он явно находился в тени своего соратника. Программа Катона больше соответствовала общественным настроениям тех лет, а поэтому он получил больше всего голосов. Определённую роль здесь мог сыграть и тот факт, что одним из консулов 184 года до н. э. был сородич Катона Луций Порций Лицин; возможно, именно он занимался организацией выборов. Сначала был избран цензор-плебей; победа Марка Порция резко увеличила шансы Луция Валерия, который в результате тоже победил.
Первым делом новые цензоры огласили список сената. На почётное первое место в этом списке, которое ранее занимал Сципион Африканский, мог претендовать Тит Квинкций Фламинин как старейший цензорий, но Катон сделал принцепсом своего коллегу. Из сената Катон и Флакк исключили семерых человек, среди которых был по крайней мере один консуляр (Луций Квинкций Фламинин) и двое преториев. Это означало разрыв с установившейся к тому времени традицией «снисходительных» цензур.
Рассказывая об этой цензуре, античные авторы говорят почти исключительно о деятельности Катона. Луций Валерий поддержал ряд начинаний коллеги: жёсткую ревизию всадничества, налоговую перепись, в ходе которой была проявлена «суровость ко всем сословиям», введение чрезвычайного налога на предметы роскоши и трёхпроцентного налога на имущество, ремонт городской канализации и установление бескомпромиссного надзора за расходованием общественной воды. Сохранилось только одно упоминание того, что сделал во время цензуры сам Луций Валерий: «действуя от своего имени, Флакк соорудил плотину у Нептуновых вод и вымостил дорогу, ведущую к Формиям».
В 180 году до н. э. Луций Валерий умер во время эпидемии. На тот момент ему было не более 60 лет.

## Потомки
У Луция Валерия был сын того же имени, ставший консулом в 152 году до н. э. Все последующие Валерии Флакки-консулы были его потомками.